# Anders Abrahamsson
Anders Abrahamsson, död 28 november 1732 var en svensk handlanden, riksdagsman och rådman.
Abrahamsson var verksam i Askersund som rådman, tillika riksdagsman under riksdagarna 1720 och 1742–1743 som stadens ombud i riksdagens borgarstånd. Abrahamsson var ekonomiskt framgångsrik och hade investerat l i fastigheter i Stockholm och Askersund. 
Hans son var borgmästaren och riksdagsmannen Anders Sundblad.